# Mercedes-Benz R231
Mercedes-Benz R231 — новое поколение лёгких спортивных автомобилей немецкой фирмы Mercedes-Benz, пришедшее на смену модели R230 в 2012 году. Новые модели SL легче, чем предыдущие, так как многие детали выполнены полностью из алюминия.

## Описание
В ноябре 2011 года компания Mercedes-Benz анонсировала новый автомобиль шестого поколения своего знаменитого SL-класса. В пресс-релизе основной упор был сделан на описание нового, в основном алюминиевого кузова и показаны «шпионские» снимки закамуфлированного автомобиля. В декабре было опубликовано полное его описание и показаны официальные фотографии, а в начале января 2012 года SL 500 и SL 350 были впервые показаны публике на Детройтском автосалоне. В феврале был анонсирован SL 63 AMG, а в марте на Женевском автосалоне, он был показан одновременно с европейской премьерой SL 500 и SL 350. В конце месяца был представлен автомобиль SL 65 AMG, а с 31 числа все автомобили семейства официально появились в продаже.
| Основные технические характеристики | Основные технические характеристики | Основные технические характеристики | Основные технические характеристики | Основные технические характеристики | Основные технические характеристики |
| ----------------------------------- | ----------------------------------- | ----------------------------------- | ----------------------------------- | ----------------------------------- | ----------------------------------- |
| Модель                              | Тип двигателя                       | Рабочий объём, мощность             | Максимальная скорость               | Разгон до 100 км/ч                  | Собственная масса, полная масса     |
| SL 350                              | V6, атмосферный                     | 3498 см³, 306 л.с.                  | 250 км/ч                            | 5,9 с                               | 1685 кг, 2065 кг                    |
| SL 500                              | V8, с турбонаддувом                 | 4663 см³, 435 л.с.                  | 250 км/ч                            | 4,6 с                               | 1785 кг, 2165 кг                    |
| SL 63 AMG                           | V8, с турбонаддувом                 | 5461 см³, 537 л.с.                  | 250 км/ч, 300 км/ч                  | 4,3 с                               | 1845 кг, 2180 кг                    |
| SL 65 AMG                           | V12, с турбонаддувом                | 5980 см³, 630 л.с.                  | 250 км/ч, 300 км/ч                  | 4,0 с                               | 1950 кг, 2210 кг                    |

## Кузов и оборудование
Кузов автомобиля на 90% выполнен из алюминия, весит 254 кг и имеет жёсткость на кручение 19 400 Нм/град. Жёсткая складная крыша состоит из трёх подвижных элементов: двухслойного потолка из алюминия или стекла, задних стоек и заднего стекла. С помощью одиннадцати гидроцилиндров её можно установить или сложить всего за 16 секунд. По заказу может быть установлена крыша с прозрачным потолком, который можно закрыть шторкой. Крыша в особом исполнении MAGIC SKY CONTROL по нажатию кнопки за несколько секунд меняет свою окраску с тёмной на прозрачную и наоборот. При движении с опущенной крышей, для предотвращения возникновения турбулентных потоков автомобиль оснащён складной  ветроотклоняющей сеткой. Она расположена позади сидений и может подниматься либо вручную, либо с помощью электропривода. По заказу можно установить систему воздушного обогрева пространства в области шеи AIRSCARF.
Удобство посадки обеспечивают сидения с электрической регулировкой по высоте и в продольном направлении, наклона и глубины подушки сиденья, а также наклона спинки. По заказу можно установить активные сидения, которые умеют приспосабливаться к индивидуальным потребностям сидящего. Они могут адаптироваться к текущей дорожной ситуации, массировать спину и уменьшить риск получения травм после аварии. Воздушные камеры в боковинах спинки надуваются в зависимости поворота рулевого колеса, бокового ускорения и скорости движения автомобиля. Таким образом, обеспечивается превосходная боковая поддержка даже при весьма скоростном стиле вождения. Сидения, также могут оснащаться вентиляцией и подогревом.
Система автоматического климат-контроля THERMOTRONIC позволяет водителю и пассажиру независимо друг от друга настраивать микроклимат для своей половины салона. Стеклоочистители с системой MAGIC VISION CONTROL через миниатюрные форсунки в щётке подают омывающую жидкость непосредственно в область перед щёткой в момент обратного хода. По заказу, форсунки могут подогреваться. Приятную световую атмосферу в салоне создаёт трёхцветная подсветка Ambient Lighting.

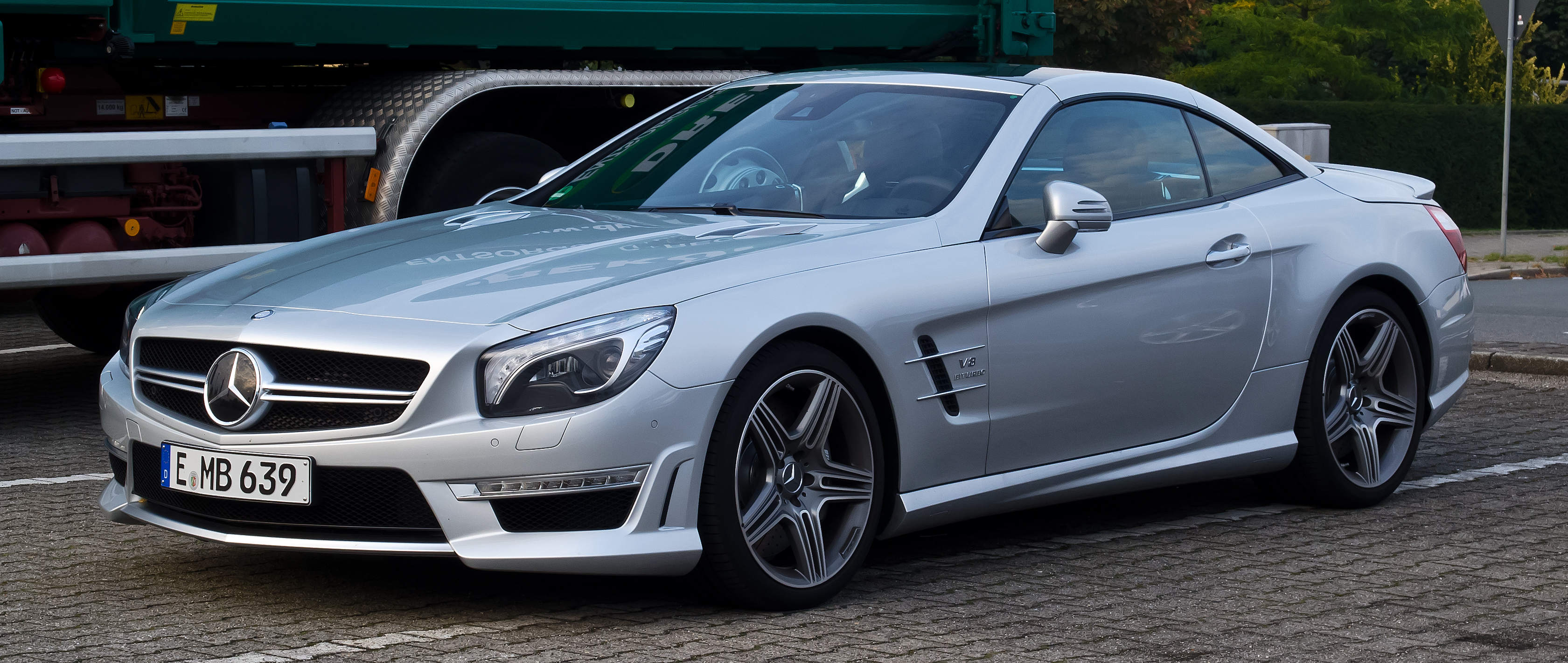
SL 63 AMG

Мультимедийная система  COMAND Online имеет цветной дисплей с диагональю 17,8 см, DVD-чейнджер и встроенный жёсткий диск на 10 Гигабайт, может иметь цифровое радио (DAB). Встроенная акустическая система использует внутренние полости кузова для создания глубокого и насыщенного звука. По заказу могут быть установлены акустическая система Bang & Olufsen или система объёмного звучания Harman/Kardon.
Оформление кузова версий AMG немного отличается от базового автомобиля. Они имеют другой передний спойлер, задний спойлер с диффу́зором и вставками в цвет кузова и спойлер на крышке багажника. Они отличаются также другой решёткой радиатора, двойными выхлопными трубами с хромированными наконечниками и надписями V8 (V12) BITURBO на передних крыльях.

## Двигатели и трансмиссия
На автомобиле SL 350 применяется V-образный шестицилиндровый бензиновый двигатель M276 рабочим объёмом 3,6 литра. Он имеет блок и головку цилиндров изготовленные из лёгких сплавов, два верхних распредвала (DOHC), четыре клапана на цилиндр и систему изменения фаз газораспределения, причём независимо для впускных и выпускных клапанов. Непосредственный впрыск топлива с помощью пьезоэлектрических форсунок управляется электроникой и обеспечивает двигателю высокую топливную экономичность наряду с «мягкой» работой.
V-образный восьмицилиндровый двигатель M278 с турбонаддувом рабочим объёмом 4,7 литра устанавливается на автомобиль SL 500. Он также имеет два верхних распредвала, по четыре клапана на цилиндр и систему изменения фаз газораспределения. Две турбины с промежуточным охлаждением воздуха обслуживают каждая свою половину цилиндров двигателя. Автомобиль SL 63 AMG оснащается V-образным восьмицилиндровым двигателем M157, который является дальнейшим развитием мотора M278. Он имеет увеличенный до 5,5 литров рабочим объёмом и иные настройки, что делает его мощностные показатели беспрецедентными. На модель SL 65 AMG устанавливается двенадцатицилиндровый V-образный бензиновый двигатель M279 рабочим объёмом 6,0 литров, также с двумя турбинами.
Семиступенчатая автоматическая гидромеханическая трансмиссия автомобиля 7G-Tronic Plus имеет увеличенный динамический диапазон (разница между передаточным числом самой низкой и самой высокой передачи), что позволяет одновременно повысить динамику и топливную экономичность автомобиля. В трансмиссии применяется гидротрансформатор нового поколения с уменьшенным шумом и износом. Кроме того, имеется система «Старт-стоп ECO», которая отключает двигатель при простое автомобиля, например на светофоре и в пробках. Трансмиссия имеет три режима работы: E — экономичный, S — спортивный и M — режим ручного переключения передач.
Автоматическая гидромеханическая трансмиссия AMG SpeedShift MCT устанавливается только на автомобили AMG. В этой трансмиссии применяются два сцепления (Multi Clutch Technology — технология нескольких сцеплений) вместо гидротрансформатора. Это позволяет чрезвычайно быстро переключать передачи с перепрыгиванием через несколько ступеней и с автоматической перегазовкой. Трансмиссия имеет следующие режимы работы: C — экономичный, S и S+ — спортивные режимы , M — режим ручного переключения и особую функцию быстрого старта Race Start.

## Ходовая часть
На автомобиле применяется независимая передняя подвеска на двух поперечных рычагах и многорычажная задняя. В качестве упругих элементов используются пружины. И спереди и сзади установлены амортизаторы, у которых с помощью электроники происходит непрерывное, в зависимости от текущей ситуации и состояния дороги изменение жёсткости, причём для каждого колеса отдельно. По заказу могут быть установлены гидроопоры системы активного контроля уровня кузова — Active Body Control (ABC). Система существенно уменьшает перемещение кузова при разгоне и торможении, а также крены при прохождении поворотов. Для автомобилей AMG система ABC является стандартной и имеет два варианта настроек. По заказу на эти автомобили может быть установлена заниженная спортивная подвеска AMG Performance, которая позволяет двигаться ещё быстрее без потери плавности хода.
Реечное рулевое управление с переменным передаточным отношением оснащено электрическим усилителем, который также меняет свои характеристики в зависимости от скорости автомобиля и угла поворота рулевого колеса. Всё это позволяет добиться низкого усилия на руле при парковке и высокой точности управления при движении на высокой скорости.
Передние и задние дисковые тормоза оснащены вентилируемыми дисками, спереди — перфорированными. Кроме антиблокировочной системы (ABS) и системы контроля устойчивости (ESP), тормозная система имеет функцию HOLD, с помощью которой автомобиль удерживается от движения, как на ровной поверхности, так и на уклоне, освобождая водителя от необходимости держать ногу на педали тормоза. Кроме того, имеется система Torque Vectoring Brake, которая при прохождении поворотов подтормаживает заднее внутреннее колесо, тем самым улучшая управляемость. На автомобили AMG устанавливаются тормоза повышенной мощности с композитными тормозными дисками.
На автомобиле SL 350 спереди и сзади установлены шины размерности 255/45 R 17, на автомобиле SL 500 спереди установлены шины размерности 255/40 R 18, а сзади — более широкие размерности 285/35 R 18. На автомобили AMG устанавливались колёса особого дизайна и шины 255/35 ZR 19 спереди и 285/30 ZR 19 — сзади.

## Специальные серии

### Designo Edition
В начале 2017 года компания Mercedes-Benz представила специальное издание SL «Designo Edition», которое приносит ряд косметических модификаций для автомобиля. В пакет входят специальные кованные фирменные диски AMG в дизайне из 10 спиц и размером в 19 или 20 дюймов, отделка салона из белой кожи наппа, мультиконтурные сидения, белые ремни безопасности и чёрно-белый кожаный трёхспицевый руль. Кузов автомобиля окрашивается в бриллиантовый голубой металлик. Кроме того, в оснащение автомобиля входит множество дополнительных систем безопасности и помощи водителю: пакет «Driving Assistance» с круиз-контролем DISTRONIC, тормозной ассистент Active Brake Assist с функцией анализа дорожного трафика, контроль слепых зон Active Blind Spot Assist, система удержания в полосе Active Lane Keeping Assist и комплексная технология превентивной безопасности PRE-SAFE PLUS. Пакет SL «Designo Edition» предлагается для моделей SL 400 и SL 500.
Заказы на специальное издание принимаются с февраля 2017 года, первые поставки будут совершены в апреле.

## Тюнинг
Несмотря на относительную свежесть модели, многие тюнинг-ателье уже разработали свои пакеты изменений для автомобиля. Некоторые предложения тюнеров касаются только внешних изменений (бамперы, пороги, колеса большого размера) и не затрагивают серьёзных доработок подвески, трансмиссии и двигателя. Среди таких можно выделить пакеты доработок от японской компании Office-K и немецкого тюнера MEC Design. Но серьёзные компании предлагают доработать не только внешность и интерьер, но и двигатели. Так, фирма BRABUS предлагает наборы для доработки двигателей моделей SL 500 и SL 63 AMG. Их установка повышает отдачу мотора в первом случае на 84 л.с. (двигатель выдаёт 520 л.с.), а во втором мощность двигателя повышается до 620 л.с. Но и это не всё. Владелец любого SL может заменить штатный мотор на двигатель, разработанный BRABUS. На выбор предлагается два агрегата — 6.3 R Biturbo 750 и 6.3 R Biturbo 800. Последние цифры в индексах отображают мощность этих моторов.

## Комментарии
1. ↑  Ограничена электроникой.
2. ↑  Для автомобилей AMG с пакетом оснащения AMG Performance.